# Thomas Kohnstamm
Thomas Kohnstamm (Seattle (Washington), 24 november 1975) is een Amerikaans (reisboeken)schrijver die voornamelijk schrijft over Latijns-Amerika en de Caraïben.
Kohnstamm heeft gewerkt voor Lonely Planet, verschillende tijdschriften en dagbladen. Zijn eerste boek, Do Travel Writers Go to Hell?, zal in de loop van 2008 door Random House/Three Rivers Press worden uitgebracht.
In april 2008 werd bekend dat Kohnstamm heeft toegegeven zich aan oplichting te hebben bezondigd en grote delen van zijn reisboeken te hebben verzonnen. Hij gaf toe zelfs nooit in Colombia te zijn geweest, het onderwerp van een van zijn boeken, en werd geciteerd te hebben gezegd: "I wrote the book in San Francisco. I got the information from a chick I was dating - an intern in the Colombian Consulate." (vertaling: "Ik schreef het boek in San Francisco. Ik kreeg de informatie van een griet met wie ik uitging - een stagiaire op het consulaat van Colombia"). Tom Hall, de Londense redacteur van Lonely Planet, nam deze uitspraak van Kohnstamm niet ernstig op. Volgens Hall hoefde Kohnstamm slechts over de Colombiaanse geschiedenis te schrijven en zou deze met een mastertitel in Latijns-Amerikaanse studies op zak daar zeer wel toe in staat zijn geweest.